# Тадеуш Волянски
Та̀деуш Воля̀нски, герб Пшия̀чел (на полски: Tadeusz Wolański) е полски археолог и колекционер, славянофил, филолог-любител, автор на хипотезата за славянския произход на Етруската и много други древни цивилизации.

## Биография
Тадеуш Волянски е роден на 17 октомври 1785 година в град Шауляй. Син на Ян Волянски, който е бил съветник на крал Станислав Август Понятовски.
В качеството си на офицер в наполеоновата армия участва в кампанията през 1812 година и става кавалер на Ордена на почетния легион. Като археолог изучава славянските и скандинавски руни, келтски монети, етруски саркофази и древни паметници в Северна Африка.
Тадеуш Волянски умира на 16 февруари 1865 година в село Ринск (днес в Куявско-Поморско войводство, Полша).